# Nagyhajmás
Nagyhajmás (németül: Heimasch, horvátul: Hajmaš) község Baranya vármegyében, a Hegyháti járásban.

## Fekvése
Komlótól északra, Mekényes és Mágocs közt fekszik, mindkettő irányából a 6538-as és 6534-es utakat összekötő 6539-es úton érhető el.

## Története
A község területe I. Szent István uralkodása idején a Szentemágócs nemzetség tulajdona volt. A települést először Hagmas néven Károly Róbert uralkodása alatt keletkezett oklevél említi.
A középkorban még Tolna vármegyéhez tartozott a település, tulajdonosai részben az Anyavári birtokosok voltak, részben a györgyéni kolostor. Az akkori falu magyar lakossága a török hódoltság ideje alatt teljesen kicserélődött. A 17. század végén lakói rácok voltak- az 1695-ös országos összeírás Ráchajmás néven vették számba, amelynek földesura Karanchich N., török földesura Koczi Zada Achmed. 1720 körül jelent meg újra a faluban a magyar lakosság, hivatalosan ettől az időtől tartozik Baranyához. A település ekkor a pécsi pálosok tulajdonában volt. Az 1720-as években a faluba római katolikus horvát családok költöztek a településre.
Bizonyíthatóan az 1730-as években jelennek meg itt a német telepesek. 1862-ben 1039 lakosából 363 volt német ajkú, egy 1880-as tanulmány viszont már 808 német, 160 szerb és 80 magyar lakost említ. 1933-ban 1300 lakosa volt a településen vendéglő, bolt és számos iparos működött.
A háború, a kitelepítések alaposan csökkentették a lakosságot az időközbeni visszatelepítés ellenére. A körzetesítés is hátrányosan érintette. A község elnevezése a lakosság szerint a hagyma szóval van kapcsolatba, ugyanis egykoron sok vadhagyma nőtt a környékén.
2001-ben lakosságának 3,7%-a német, 3,9%-a cigány nemzetiségűnek vallotta magát.

## Közélete

### Polgármesterei
- 1990–1994: Kürtös Csaba (független)[8]
- 1994–1998: Kürtös Csaba (független)[9]
- 1998–2002: Kürtös Csaba (független)[10]
- 2002–2006: Molnár Norbert András (független)[11]
- 2006–2010: Molnár Norbert András (független)[12]
- 2010–2014: Molnár Norbert András (független)[13]
- 2014–2019: Molnár Norbert András (független)[14]
- 2019–2024: Molnár Norbert András (független)[15]
- 2024– : Molnár Norbert (független)[1]

## Népesség
A település népességének változása:
| Lakosok száma | 338  | 320  | 314  | 278  | 253  | 275  | 278  | 272  |
|               | 2013 | 2014 | 2015 | 2019 | 2021 | 2022 | 2023 | 2024 |

A 2011-es népszámlálás során a lakosok 96,2%-a magyarnak, 15,9% cigánynak, 8,5% németnek, 0,3% szerbnek mondta magát (3,5% nem nyilatkozott; a kettős identitások miatt a végösszeg nagyobb lehet 100%-nál). A vallási megoszlás a következő volt: római katolikus 41,8%, református 2,9%, evangélikus 11,2%, izraelita 0,3%, felekezeten kívüli 26,8% (16,5% nem nyilatkozott).
2022-ben a lakosság 64%-a vallotta magát magyarnak, 11,3% cigánynak, 4,7% németnek, 2,9% egyéb, nem hazai nemzetiségűnek (32,7% nem nyilatkozott; a kettős identitások miatt a végösszeg nagyobb lehet 100%-nál). Vallásuk szerint 24% volt római katolikus, 6,5% evangélikus, 1,8% református, 2,2% egyéb katolikus, 8,4% felekezeten kívüli (57,1% nem válaszolt).

## Nevezetességei

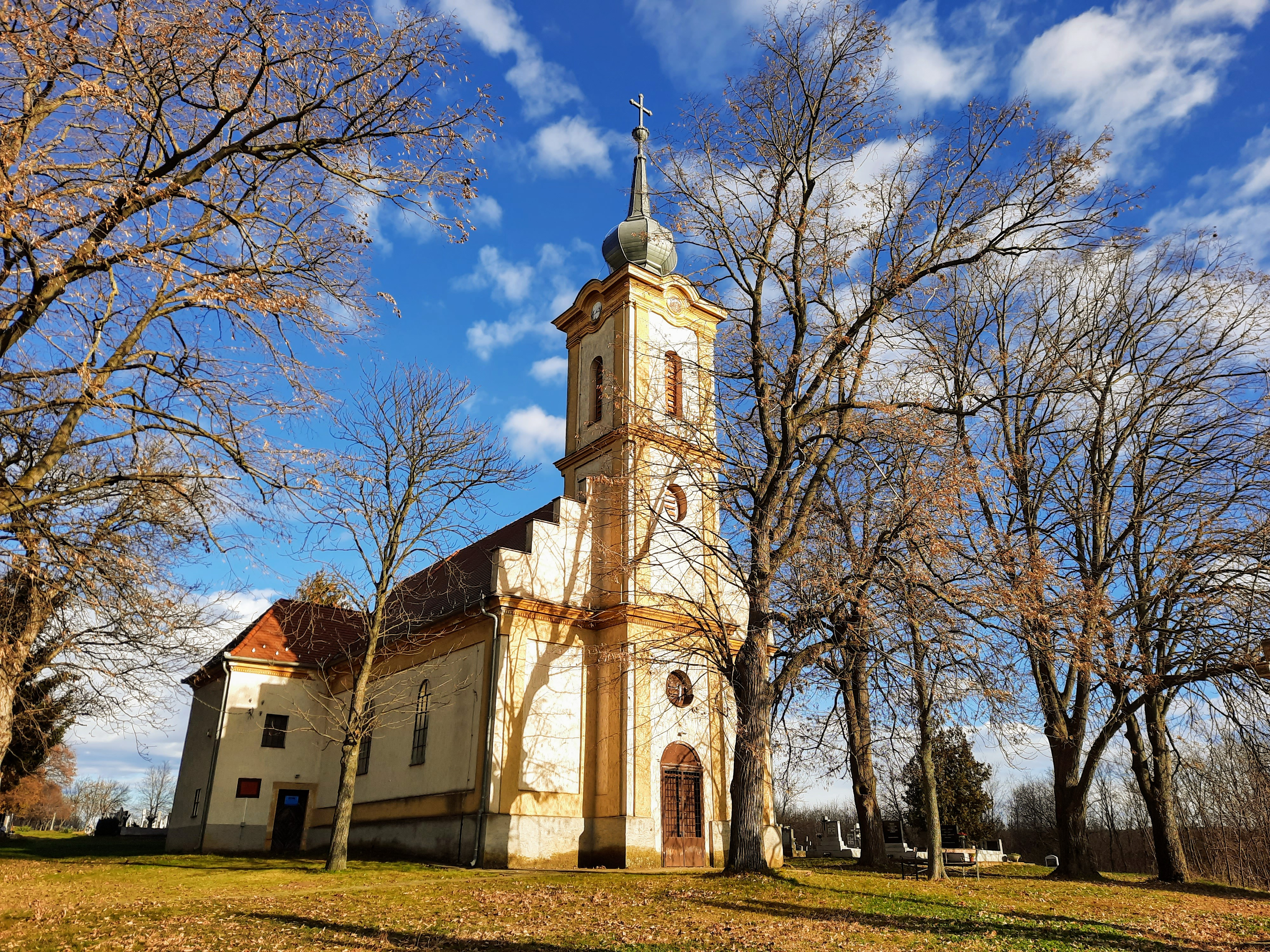
A római katolikus templom

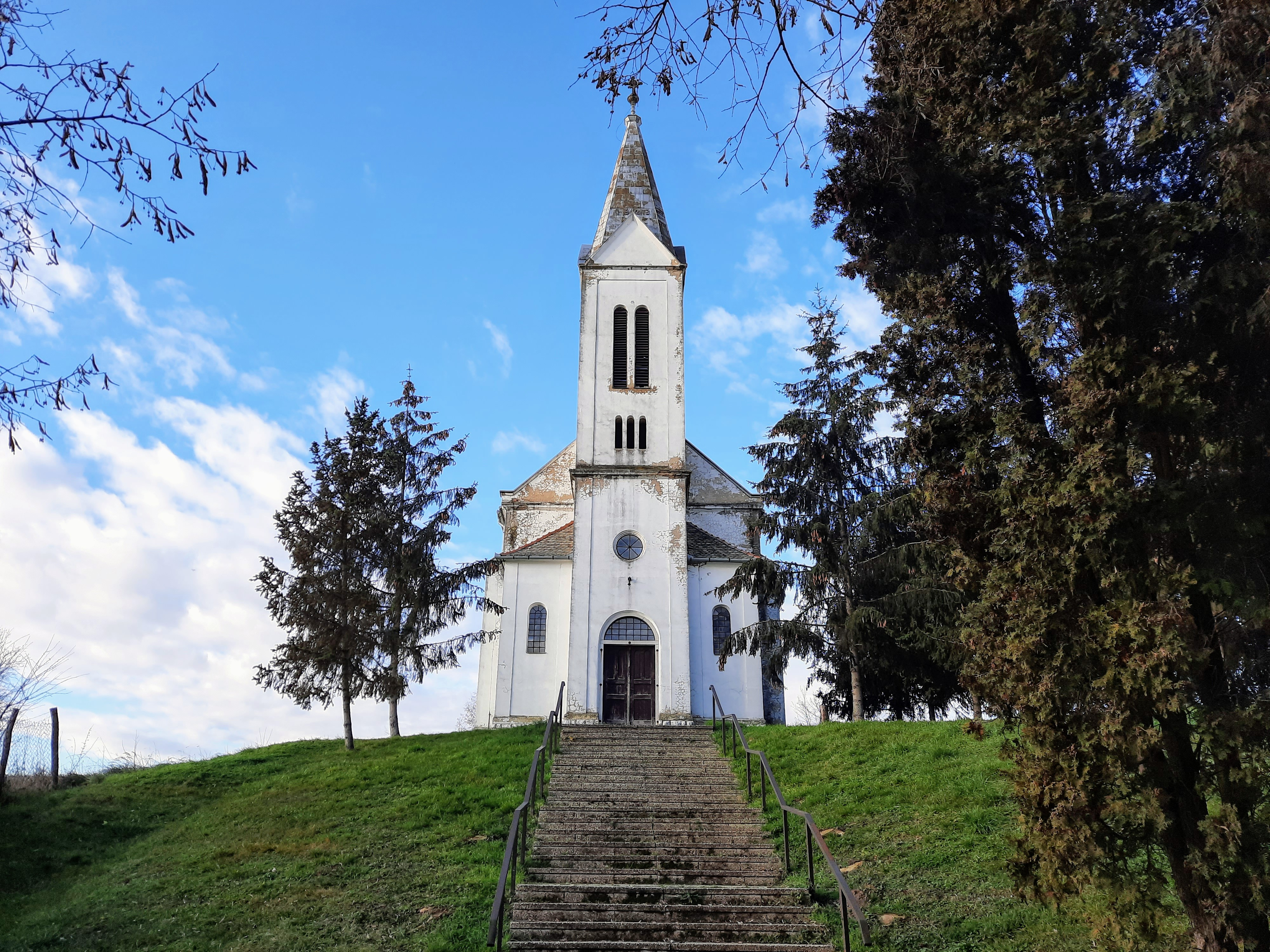
az evangélikus templom

- Az evangélikus templomot 1928-ban építették. A környéken ez az egyetlen olyan templom, melynek oltárképén Jézus feltámadása látható. A szép, egyszerű belsővel rendelkező templom éke, a még ma is jól működő Angster-orgona.
- A katolikus templom mostani sekrestyéje a XII. században épült, amikor temetőkápolna lehetett. Majd 1836-ban Nepomuki Szent János tiszteletére építették hozzá a templomot, így nyerte el mai formáját. A templom oltárképe id. Dorfmeister István egyik utolsó alkotása, amelyet a művész a halála miatt már nem is láthatott készen, befejezése a fiára maradt, a szignó is az övé.[18]

## Külső hivatkozások
- Nagyhajmás Önkormányzatának honlapja